# Argeșel
Argeșel je lijeva pritoka rijeke Râul Târgului u Rumunjskoj. Izvor joj je u blizini vrha Păpușa, u planinama Iezer. Ulijeva se u Râul Târgului u Mioveniju.
Duž rijeke Argeșel, od izvora do ušća, nalaze se sljedeća naselja: Nămăești, Suslănești, Boteni, Lunca, Balabani, Lespezi, Lucieni, Hârtiești, Dealu, Vulturești, Bârzești, Voroveni, Davidești, Conțești, Racovița i Mioveni. Duljina mu je 80 km, a površina porječja 242 km2. 